# سگ شکاری تیزبین

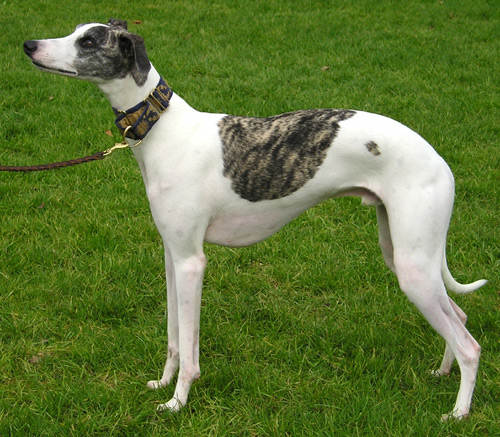
یک ویپت: با پاهای بلند برجسته، سینه عمیق، و کمر باریک یک سگ شکاری تیزبین است.

سگ شکاری تیزبین (به انگلیسی: Sighthounds) که به آن سگ‌های شکاری خیره‌گر (gazehounds) نیز می‌گویند، نوعی سگ هستند، سگ‌های شکاری که عمدتاً با دید و سرعت شکار می‌کنند، درحالی‌که سگ‌های شکاری بویاب از طریق بو و استقامت شکار می‌کنند.
جدای از مسابقه و شکار، ورزش‌های مختلف سگ با سگ‌های تیزبین اصیل و گاهی با سگ‌های لرچر و لانگ داگ انجام می‌شود. این گونه ورزش‌ها عبارتند از: مسابقه، مسابقات دام و رویدادهای دیگر.